# اللجاة
اللَّجاة (كانت تُسمَّى قديماً تراخونيتد) هي هضبة بازلتية ذات طبيعة صخرية وعرة وصعبة تقع بين محافظتي درعا والسويداء جنوب سوريا، على مسافة 50 كيلو متراً جنوب دمشق. تمثل اللجاة حالياً محمية طبيعية، وهي محمية الإنسان والمحيط الحيوي الوحيدة في سوريا حتى الآن، وتتميَّز بتنوع بيولوجي كبير، وبغناها الشديد بالمواقع الأثرية القديمة.
تقع اللجاة إلى الجنوب من مدينة دمشق في سوريا، وتبعد عن درعا 75 كيلومتراً شمالاً، وتمتد المنطقة الصخرية باتجاه الجنوب، وتسمى جيولوجياً «الحرَّة السوداء»، وقد تشكلت قبل ملايين السنين نتيجة البراكين والحمم التي قذفها بركان جبل العرب - الخامد حالياً -، والتي شكلت هذه الصبة البازلتية الضخمة، فسُمِّيَت باليونانية «تراخونيتد» أي «البلاد الصخرية». تحد منطقة اللجاة من جهة الشرق مدينة شهبا في محافظة السويداء، ومن الشمال قرية المسمية في درعا، ومن الغرب لجاة خبب في سهل حوران.
أطلق على هذه المنطقة اسم «اللجاة» لأنها أصبحت ملجأً لكل هارب أو مظلوم، فلا يستطيع الإنسان بمفرده أن يدخلها ويتوغل فيها إلى الداخل، فقد يتوه بين الصخور العالية، أو الأحقاف الصخرية، والمغارات والكهوف، وهي عصية على الخيول والجمال والآليات الحديثة، وتعتبر لذلك حصناً دفاعياً في جنوب سوريا. فأرض اللجاة بطبيعتها شديد الوعورة، وتكثر فيها النتوءات والجروف الصخرية الصعبة، والمنخفضات والمرتفعات، كما تخلو من الينابيع، غير أنّها غنية بالآبار في المقابل. وعند بداية اللجاة من جهة الجنوب تقع مدينة شهبا على حافتها الجنوبية الشرقية. وعند المنطقة التي يبدأ فيها جبل حوران بالارتفاع البطيء، تصير اللجاة في شكل شبه منحرف، قاعدته الكبرى تبدأ من إزرع غربا إلى مدينة شهبا شرقاً، والقاعدة الصغرى تبدأ في قرية المسمية غرباً إلى قرية الصورة الكبيرة شرقاً.
تبلغ مساحة اللجاة إجمالاً 2,400 هكتار (24 كم2 مربع)، وتمتد في أغلبها شرقي سهل حوران بين محافظة درعا ومحافظة السويداء، وأعلى ارتفاع لها هو قمة تل الشيحان القائمة في طرفها الشرقي على علوّ 1,140 م بالقرب من مدينة شهبا في جبل العرب محافظة السويداء، وتتمثل على شكل مثلث متساوي الأضلاع بحيث يقارب طول كل ضلع 30 كم، ومتوسط ارتفاعها عن مستوى سطح البحر 800 م.
ألحق جزءٌ من أرض اللجاة بمحافظة ريف دمشق عام 1922. وتقول الحكايات أن جيش إبراهيم باشا قضى نحبه بين صخورها الوعرة، والذي خسر المئات من جنوده فيها نتيجة صعوبة مسالكها وقلة معرفته بها. كما انتصر فيها الثوار السوريّون بأكثر من معركة ضد الاحتلال الفرنسي. وقد تحصَّن فيها الجيش السوري الحر في مطلع سنة 2012، وتمكَّن من الصمود أمام اجتياح القوات النظامية العنيف في أواخر شهر آذار من السنة نفسها، على الرغم من اشتراك ثلاث فرق من الجيش بالاجتياح.
صدر قرار وزاريّ في سنة 2006 جعل من اللجاة محمية طبيعية، بهدف إنقاذها من تدهورها البيئيّ المستمر والدمار الذي يلحق بطبيعتها المتميزة. وقد اختارت المنظمة العالمية للتربية والثقافة والعلوم اليونسكو في سنة 2009 المحمية كأول محمية إنسان ومحيط حيوي في سوريا من بين 32 محمية في البلاد، وهي لا زالت الوحيدة حتى الآن.

## أصل التسمية
من الأسماء القديمة لمنطقة اللجاة تراكون، كما أطلق عليها الرومان[ ؟ ] في عهدهم تراخنيتس، وهي كلمة تعني «وعرة». وأما اسم اللجاة نفسه وهو اسمها الشائع حالياً فقد أطلق عليها لأنها كانت ملجأ للثوار على مرِّ العصور، فيختبئون داخلها بين كهوفها ومغاراتها وتضاريسها الصَّعبة، فجاءت كلمة «اللجاة» نسبة إلى اللجوء. ومع ذلك فإن سكان المنطقة المحليين يلفظون اسمها النَّجاة بالنون لا اللجاة.

## التاريخ

### الاستيطان الأول

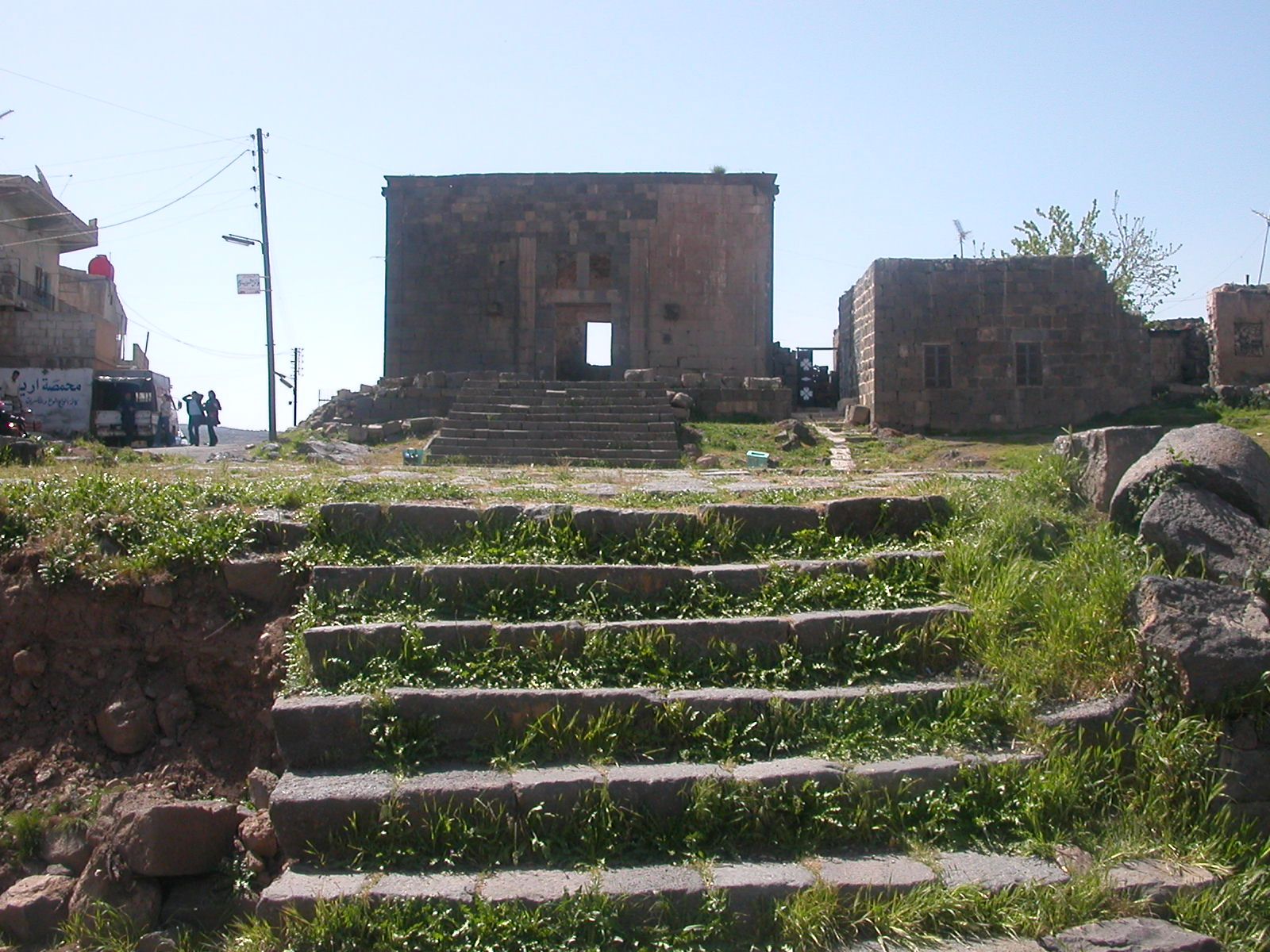
معبد قديم في مدينة شهبا، الواقعة على أطراف اللجاة.

تاريخ أول استيطان بشري لمنطقة اللجاة لا زال غير معروف على وجه التحديد حتى اليوم، وذلك لأسباب أهمُّها وعورة المنطقة وصعوبة الوصول إليها، خصوصاً مع عدم وجود أي وسائل تنقُّل من أي نوع كانت في قلب اللجاة، حيث لا طريقة لبلوغ تلك المناطق سوى السير على الأقدام، مما دفع أغلب علماء الآثار إلى استكشاف المناطق السهلة يسيرة الوصول منها فقط، وهذا ما جعل الدراسات عنها قليلة ومحدودة. لكن على الرغم من ذلك فإنه من المحتمل أن تكون الكهوف والمغارات[ ؟ ] التي تنتشر في أجزاء مختلفة من منطقة اللجاة قد سكنت من قبل البشر منذ العصور الحجرية، ومن بينها كهوف ومغارات شعارة وأم الزيتون ودان وقم وأم الرمان والدلافات.

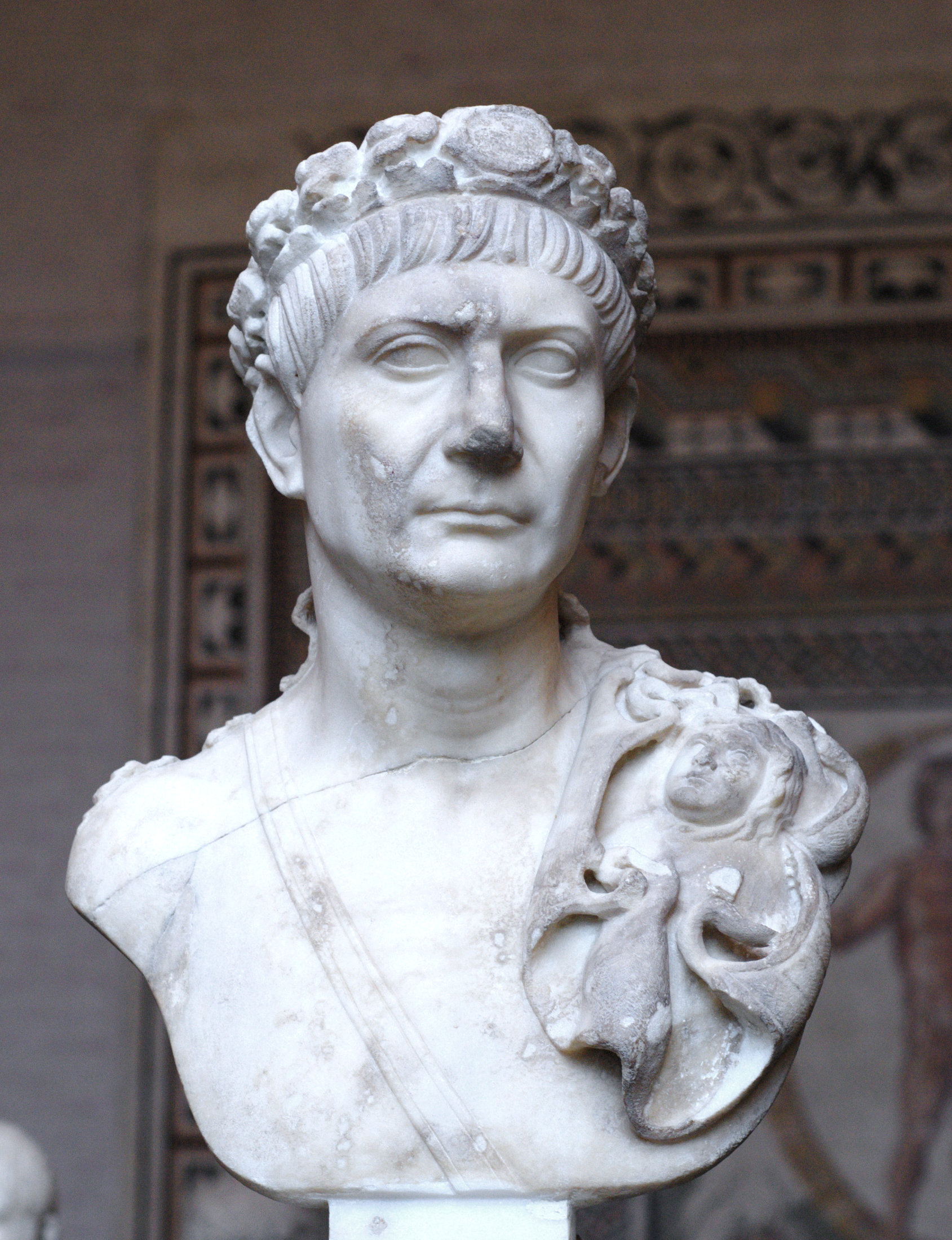
القائد الروماني تراجان، الذي تولى حكم اللجاة لفترة، وكان هو الذي استطاع إخضاعها للحكم الروماني بعد أن فشل القادة الباقون.

وقد قال رئيس دائرة الإصحاح البيئي في مديرية البيئة بالسويداء «أميمة الشعار» في حديث له عن اللجاة أن المنطقة سكنت منذ سنة 7,000 قبل الميلاد، لكنه لم يذكر الدلائل الآثارية التي تشير إلى ذلك. وكانت قد اكتشفت بعثة مسح أثري فرنسية في صيف سنة 2003 موقعاً يعود إلى العصر الحجري النحاسي، أي منذ سنة 5,000 قبل الميلاد. كما قال الباحث «جمال أبو جهاه» في كتابه «شهبا مدينة الحضارة» أنَّ بعض الأطلال الأثرية في منطقة اللجاة تعود إلى القرن الثالث قبل الميلاد، ومن بينها بقايا مزارع كبيرة محصنة ومنازل لها أماكن مخصصة للسكن وأخرى مكرسة للأنشطة الزراعية، ومادة البناء الأساسية لهذه المباني البسيطة كانت الحجر الغالب في المنطقة وهو الحجر البازلتي.
عثر في اللجاة على 9 مواقع أساسية تعود إلى العصر البرونزي من الألفية الثالثة قبل الميلاد، هي خربة لبوة وتل دبة بريكة وكوم الصوان وكوم المغاربة وكوم الرمان والمرصوص والعيس والمنابع والمزرعة. كما تبيَّن من المسوحات الأثرية لها خلال أواخر العقد الأوَّل من القرن الواحد والعشرين أنها كانت مستوطنة بشرياً على نطاق واسع خلال العصر الحجري الحديث، حوالي سنة 3,600 ق.م.
بدأت أولى المدن بالظهور في المنطقة خلال العصر البرونزي القديم، الذي بدأت فيه المدن بالظهور للمرة الأولى بها، وكان من أولاها مدينة اللبوة، بالإضافة إلى تجمعات سكانية أخرى على حدود اللجاة الجنوبية الشرقية. وأما في العصر البرونزي الوسيط فقد ظهرت مواقع التلال الكبيرة المحصنة قرب الأحواض الزراعية على أطراف اللجاة، في مواقع مثل ملييت العتاش وكوم المسيك، وكانت هذه مناطق السكن الرئيسية، فيما كانت خارجها مواقع صغيرة فقط تتمثل ببلدات أو قرى، وفيها أبراج[ ؟ ] لتخزين الغلال والمراقبة. لكن حدث انخفاض واضح في عدد المواقع الأثرية المكتشفة في حقبة العصر البرونزي الحديث، حيث كان عددها 22 موقعاً فقط، على الرغم من أن طول ذلك العصر بلغ 450 سنة، ويدل ذلك على أن العصر البرونزي الحديث شهد فترة جفاف وانخفاض في معدلات هطول الأمطار بدأت في القرن السادس قبل الميلاد، وتسببت بانخفاض عدد سكان المنطقة بالنتيجة. كما تسبب ذلك بانهيار الحياة الحضارية المتطورة في المنطقة وعودتها إلى النظام البدوي، خصوصاً مع الغزو الحثي والنزاعات الأخرى. وقد ظل الاستيطان البشري في هذه الحقبة على أطراف اللجاة، فيما كان محدوداً في قلبها، حيث وجد 15 موقعاً فقط تتألف من حلقات حجرية دائرية تقع قرب الأحواض الزراعية التي رعى فيها السكان.

### العهود القديمة
شهدت منطقة اللجاة ازدهاراً ونهضة كبيرة خلال العهدين الروماني واليوناني، حيث اكتشفت آثار وبقايا في 30 موقعاً بأنحائها من عهود اليونانيين والرومان فضلاً عن أديرة بيزنطية. من شخصيات اللجاة القديمة الشهيرة الملك حزائيل، الذي تمكَّن من هزم الآشوريين[ ؟ ] في حوالي سنة 1,500 قبل الميلاد عند حدود اللجاة وإبعادهم عنها. وقد وقعت المنطقة تحت حكم اليونانيين في سنة 1383 قبل الميلاد، عندما غزا الإسكندر الأكبر الشام. كما تشير بعض الدلائل الآثارية إلى حدوث نزاعات بالمنطقة خلال الحقبة الهيلينية. وأما الرومان فقد دخلوا اللجاة في سنة 20 قبل الميلاد خلال عهد يوليوس قيصر، ووضع عليها قائداً عسكرياً يحكمها، غير أنه فشل في السيطرة عليها وظلَّت الاضطرابات والثورات تعمُّها، فأرسل قيصر قائده تراجان الذي أنشأ فيلقاً[ ؟ ] ووضعه في مدينة بصرى، وبعدها فقط استتبَّ الأمر لهم فيها.
وقد كانت النهضة في المنطقة كبيرة خلال العهدين الروماني واليوناني، فشقَّت بها الطرقات ونظمت باتجاهين - ذاهب وآت - وشيدت المعابد والقصور والأديرة واستراحات الفرسان وأبراج المراقبة. وقد أطلق عليها الرومان[ ؟ ] اسم تراخيتس، أي «وعرة»، كما كان من أسمائها القديمة تراكون. ووجدت في الكثير من آثار هذه المباني القديمة لوحات مكتوبة باللغة العربية، مما يدل على أن العرب قطنوا المنطقة منذ زمن طويل. وقد وقع بمنطقة اللجاة زلزال في سنة 749 م ألحق الكثير من الأضرار بها، غير أن أغلب قراها ألأثرية لا زالت قائمة مع ذلك.
كان القرنان الثاني والثالث الميلادي من فترات الازدهار التاريخية الكبيرة في عهد اللجاة، ومن ضمن الآثار التي تركتها هذه الحقبة معابد وثنية ومقار قيادة عسكرية وأبراج دفاعية طويلة تكثر فيها، بالإضافة إلى كتابات باللغة اليونانية توحي بازدهار الحياة باللجاة في عهد الدولة البيزنطية، كما عثر على ثلاث أسقفيات من العهد نفس بالمنطقة، أولاها في قسطنطينة براق والثانية في المسمية والثالثة في إزرع.
وقد وصف شهاب الدين بن أحمد أبي الفتح الأبشيهي في كتابه «المستطرف في كل فن مستظرف» منطقة اللجاة عند حوران بأنها:

### المواقع الأثرية

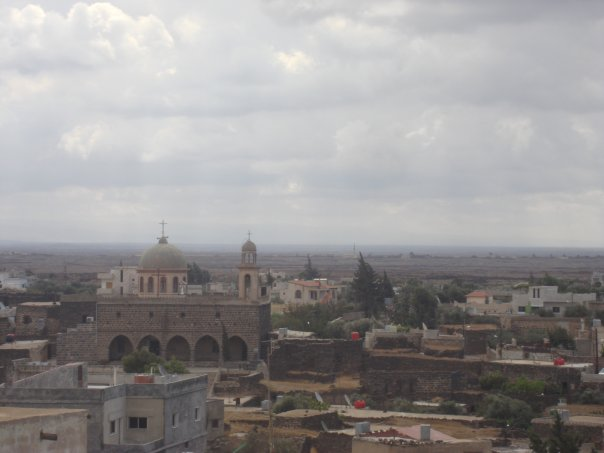
قلعة أبيبا القديمة ببلدة خبب، الواقعة على أطراف اللجاة.

تعد منطقة اللجاة من أكثر المناطق غنى بالمواقع الأثرية في حوران وعموم سوريا، إذ عثرت فيها البعثات الفرنسية بين سنتي 2003 و2007 على حوالي 700 موقع أثريّ قديم. عثر في اللجاة على قرابة 200 موقع أثري من العصر البرونزي والعهد الروماني، بينها 110 مواقع من العصر البروزني القديم، و109 من الوسيط، تقع أغلبها على الأطراف الداخلية للجاة. كما عثر في الأطراف الشمالية الشرقية للجاة على موقع يسمى شرايع يمتد على مساحة تبلغ حوالي 80 هكتاراً ويضم نحو 650 منزلاً.
وبطبيعة الحال وبسبب صعوبة الوصول الشديدة إلى المنطقة واستكشافها فيعتقد أنها لا زالت تضم الكثير من المواقع والآثار غير المكتشفة. كما أن هذه المواقع تتميَّز بأنها لا زالت سليمة تقريباً، فقد صانتها وحفظتها وعورة المنطقة وقلة ارتيادها، ممَّا حماها من التخريب والسرقة والنهب، ولا زال من الممكن رؤية جدران وأبواب الكثير من القرى الأثرية بالمنطقة سليمة تماماً، بل ولا زالت تتبعثر فيها الألواح القديمة والأغراض العادية التي لم يمسسها أحد منذ مئات السنين.
كما كانت هناك مدن كثيرة تابعة لأبرشيات في اللجاة، ذكر بعضاً منها الأب متري هاجي أثنايوس في كتبه «سورية المسيحية في الألف الأول الميلادي»، هي بصر الحرير وحران[ ؟ ] وجمرين وعاسم وشعارة وجاج وجدية وخرسا وكريم ولبين وصور والطف وقم وأوبير ونجران وداما العليا وديمة واللحف والصورة الكبرى ودير الجواني.
من الخرب البارزة والمعروفة بالمنطقة خربة اللبوة الواقعة إلى الغرب من قرية المتونة، التي كانت محاطة بسور فيه ثلاث بوابات رئيسية، وكانت البلدة مقسَّمة إلى أربعة أقسام، الأول مخصص للمعابد والثاني للطبقة الحاكمة والثالث لسكن الخاصة والرابع - الواقع خارج السور - لسكن العامة، ويعود تاريخها إلى العصر البرونزي الوسيط. كما أن هناك خربة برد الواقعة جنوب قرية صميد إلى الغرب من قرية مجادل، وخربة صميد العتيقة الواقعة إلى الشرق من قرية صميد، وخربة الخريبات الواقعة إلى الغرب من قرية وقم، ويمر الرصيف الروماني بجانبها مباشرة من جهة الشرق.
من أبرز المواقع الأثرية باللجاة أيضاً قرية صميد التي ما زالت قائمة حتى اليوم بأبوابها الحجرية القديمة، وكانت تصل بين منازلها أنفاق تحت الأرض تصلها يبعضها البعض، كما أحاط بها سور ذو أبواب حجرية، وقد درستها بعثات أوروبية عدَّة بين عامي 1908 و1920. كما لا زالت آثار دير داما بالقربُ منها قائمةً حتى الآن، وبعضها يقطنه سكان محليون من أهالي القرية، وتدل آثار القرية عموماً على أنها كانت مدينة بارزة ومزدهرة في العهود القديمة.
ومن بين آثار المنطقة أيضاً مسرح موسيقي في قرية سحر يبلغ طول قطره 20 م وقطر ساحة العازفين 25.10 م، ويتكون المدرج من سبعة صفوف تفصل بينها ثلاثة أدراج، وتوجد فيه ثلاث ممرات سفلية تصل إلى ساحة الأوركسترا، وهناك مسرح ثانٍ في موقع صور، لكن لا يعرف عنه شيء حتى الآن.
بنيت الكثير من الأبراج الدفاعية في أنحاء اللجاة، حيث بنى الرومان بكل أنحائها أبراجاً تفصل بين الواحد والآخر منها مسافة 5 كيلومترات فحسب، وزوِّدت هذه الأبراج بتقنية مشاعل الإنذار المبكر، والتي تعني تنبيه المدن المجاورة إلى وجود أخطار أو أعداء عن طريق إشعال سلسلة من المشاعل المنتشرة على مسافة عشرات الكيلومترات، لتحذير المدن الكبرى القريبة كبصرى والسويداء وعمّان. وكانت هذه الأبراج متنوّعةً كثيراً في هندستها وأشكالها، فمنها مخروطية الجذع المتصلة بأبنية سكنية للجنود، ومنها ذات الجوانب العمودية أو المائلة، ومنها المربَّعة كتلك في الرصيف الروماني. وتتراوح أطوال أضلاع هذه الأبراج من 6 إلى 8 أمتار، ويبلغ ارتفاع بعضها حتى 15 متراً. وكمعظم مباني اللجاة فهي مبنيَّة من صفَّين من الحجر البازلتيّ. وقد بني بئر وقبر بجانب كل برج من هذه الأبراج المنتشرة في كافة أنحاء اللجاة. ومن أضخم أبراج المنطقة عموماً أبراج جنين والمطلة وبلانة التي تضطفّ غربيّ اللجاة، والتي يبدو أنها كانت خطًا دفاعيًّا متطورًا.

### التاريخ الحديث
عندما غزى إبراهيم محمد علي باشا الشام كان من ضمن المناطق التي غزاها اللجاة، التي قاد إليها جيشاً من 600 جندي، لكن نظراً إلى صعوبة مسالك المنطقة ووعورتها وقلّة معرفته بها فقد هزم جيشه، وقتل 500 من رجاله. ولا زال يقطن المنطقة بعض المصريين منذ عهده، الذين أصبحوا يلقبون بـ«كذا المصري».
تحصَّن الجيش السوري الحر في منطقة اللجاة إبان اندلاع الانتفاضة السورية في سنة 2011، وكان صاحب فكرة التحصُّن بها هو النقيب قيس القطاعنة، أحد أول العسكريين الذين انشقوا في محافظة درعا، مستفيداً من تجارب تاريخية سابقة كان يتحصَّن فيها الثوار باللجاة مكبِّدين أعداءهم خسائر ضخمة. دارت الاشتباكات الأولى في اللجاة بين الجيش الحر والجيش السوري النظامي منذ أواخر سنة 2011، وذلك بعد تعرُّضها لعدة حملات دهم واعتقالات من طرف قوات الأمن.
وبعد أن سيطر الجيش الحرُّ على اللجاة لشهور عدة شنَّ الجيش النظامي حملة كبيرة عليها لإخراجه منها في أواخر شهر آذار من سنة 2012. وكانت أكبر الضربات في 25 من آذار عندما بدأ الجيش السوري باقتحام اللجاة من أربعة محاور باستخدام ثلاث فرق، فالفرقة التاسعة من الشمال (من جهة المسمية) ومن الغرب (من جهة خبب)، والفرقة الخامسة من الجنوب (من جهة بصر الحرير)، والفرقة 15 قوات خاصة من الشرق (من جهة السويداء). وقد شاركت في الاجتياح آليات عسكرية مختلفة، تشمل كاسحات ألغام ودبابات ومروحيات عسكرية قادمة من الصنمين، وأدَّت المعركة والقصف بالهاون والمروحيات على المنطقة من قبل الجيش النظامي إلى سقوط الكثير من القتلى من الطرفين، غير أن الجيش النظامي لم يستطع اقتحام المنطقة. وقد بدأت القوات النظامية في 1 من حزيران حملة جديدة على اللجاة بهدف اجتياحها، حيث قصفت بعشرات القذائف يومياً من قطع المدفعية وراجمات الصواريخ التي يطلقها الفوج 175 التابع للواء 12 في إزرع وحقل كريم، والفوج 504 مدفعية في السويداء، ولا زالت هذه الحملة مستمرَّة حتى الآن.

## الجيولوجيا

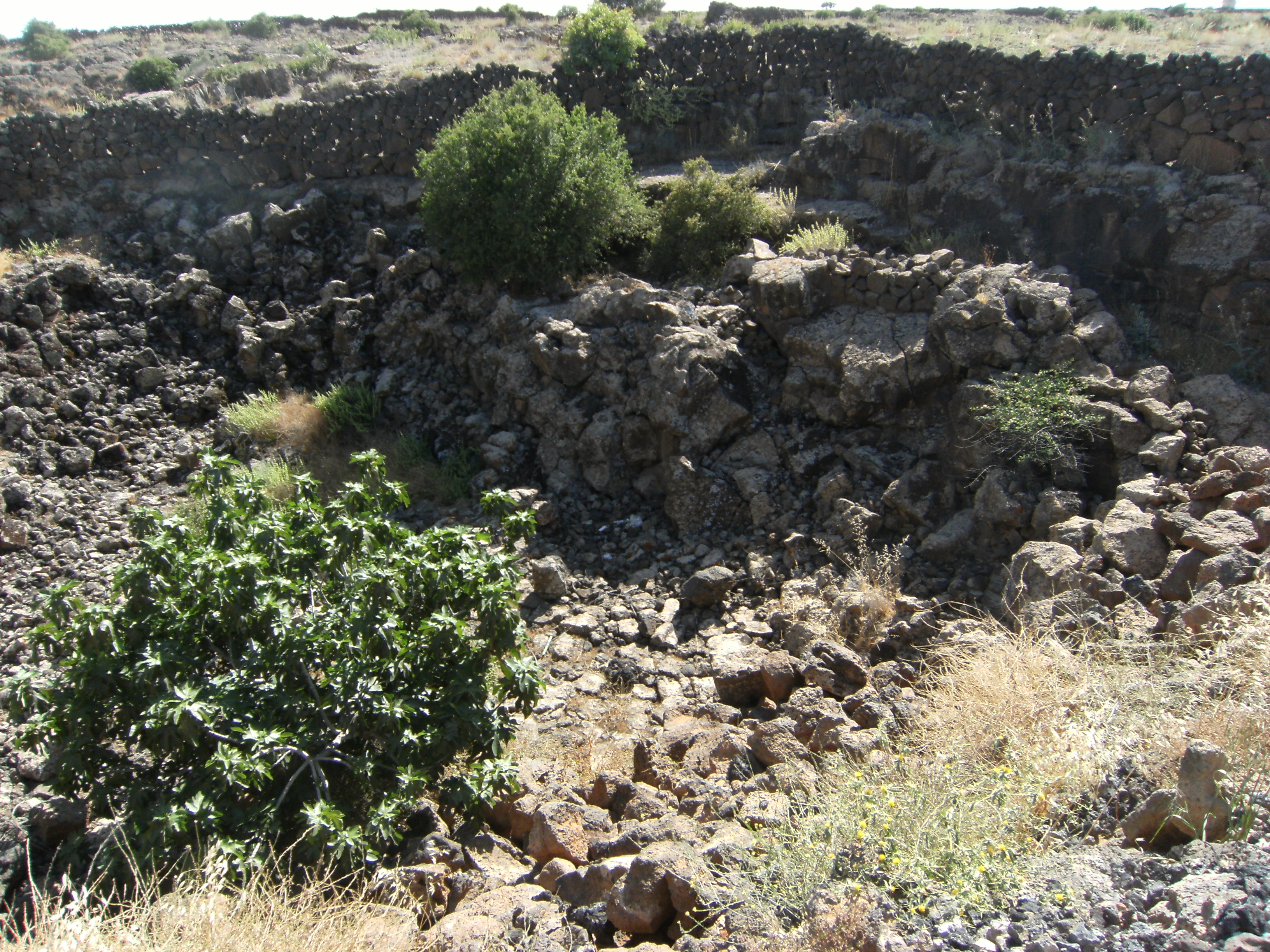
صفائح بركانية في اللجاة.

نتجت بيئة اللجاة الصخرية الوعرة عن تشكلها من الصهارة البركانية التي بدأ يقذفها جبل العرب - وخصوصاً بركان تل شيحان - خلال العصر الثالث، وظلَّ يقذفها حتى العصر الرابع. وقد نتجت عن هذا الثوران البركانيّ على مدى ملايين السنين تغيرات كبيرة في الطبيعة الجيولوجية والجغرافية في المنطقة، إذ كان ارتفاع وهدة جبل العرب عن مستوى البحر يبلغ قبل بدء هذه الثورانات البركانية 500 متر فقط، فيما بات ارتفاعه اليوم 800 متر. ولا زالت هذه البقايا البركانية في المنطقة كما هي، دون أن يطرأ عليها أي تغير جيولوجي بارز منذ آلاف السنين، وهو ما يجعلها منطقة فريدة، ويمنحها أهمية علمية كبيرة في علم الجيولوجيا. لكن - بالرغم من ذلك - لم تنج البقايا البركانية من العهود القديمة جداً، إذ طغت رسوبيات العصر الرابع على أغلب البقايا التي كانت قد خلَّفتها براكين العصر الثالث السفلي (الباليوجين)، فيما نجت رسوبيات قليلة من العصر الثالث العلويّ (الميوجين)، التي لا زال جزءٌ منها مكشوفاً حالياً على مساحة تبلغ 4,000 كم2 يمتد من شرق خط شهبا - دمشق وحتى منطقة الزلف.
ظهرت - عبد العصر الثالث - رسوبيات العصر الرابع السفلي أخيراً (أول ثلثين من العصر البلستوسيني)، التي غطَّت عقب ثورانها الأجزاء الجنوبية من جبل العرب وشرق وشمال منطقة شهبا وسفوح كتلة الجبل الدنيا حتى سهل حوران، ويعتقد الجيولوجيُّون أن المصادر الأساسية لثورانات هذه الفترة كانت بركانَي تل عمار وتل أحمر. وبعد صبة العصر الرابع السفلي، جاءت 6 صبات أخرى بعدها في هذا العصر، وأبرزها صبة من حمم قليلة اللزوجة كان مصدرها فالقاً شمالياً غربياً - جنوبياً شرقياً كخط مائل يمتد غرب مدينة شهبا، وقد غطَّت مساحات كبيرة في اللجاة غربي المدينة. جاءت بعد تلك الصبة عدة ثورانات بركانية استمرت بتغيير الطبيعة الجيولوجية والجغرافية للمنطقة، فثارت أربع مخاريط بركانية - هي مخروط شيحان شمال اللجاة، ومخروطا الصبة والجبل شمال غرب شهبا، ورابع أخير - قاذفة مقذوفات هشة ومحترقة. تبعت هذه الثورانات الأربعة فترة خمود طويلة نسبياً لبراكين المنطقة، حتى ثار أخيراً قبل عدة مئاتٍ من السّنين بركان القلعة الذي يحدُّ شهبا من الغرب، ويلامس سورها الروماني القديم، ومع أنه لا زالت توجد بقايا للمقذوفات البركانية قرب السور فهو لم يتضرَّر كثيراً من الحدث. وتبين الدراسات الجيولوجية التي أجريت في المنطقة أن هذا النشاط البركاني لم يتوقف سوى في الألفيتين الرابعة والثالث قبل الميلاد.
انحدرت حمم اللجاة باتجاه الغرب والشمال الغربي بطبيعة الحال، نظراً إلى أنّ مصدرها - وهو جبل العرب - مرتفع، ويقع إلى شرق وشمال شرق المنطقة، وكذلك كانت المعالم التي خلَّفتها هذه البراكين، حيث يمكن القول أنها تعطي ظهرها لوادي اللوا والشرق، فيما تنفتح باتجاه الجنوب والغرب والشمال.

## الجغرافيا

صورة ملتقطة بالأقمار الصناعية لجنوب سوريا، تظهر موقع هضبة اللجاة البازلتية، ومن حولها جبل العرب وهضبة حوران البركانية ومرتفعات الجولان.

اللجاة هي هضبة بازلتية صخرية وعرة ييبلغ طولها 60 كيلومتراً وعرضها 17 كيلومتراً تعد مدينة شهبا حدودها الشمالية، تملاؤها الشقوق والجروف الحادة والأحواض المنخفضة على سطح من الصخور السوداء تخللها بعض الجيوب الترابية الصغيرة التي لا تمثُّل مساحتها سوى 20% من مساحة المنطقة فيما أن الباقي هو صبات بازلتية، تشكلت من مقذوفات بركانية قذفها جبل العرب قبل ملايين السنين. وهي تتألف بشكل كلي تقريباً من الصخور، وأما التراب فلا يوجد بها إلا في مساحات محدودة كثيرة لا يتواجد في غيرها. يبلغ ارتفاع المنطقة 800 متر عن مستوى سطح البحر، وتعادل مساحتها 2,000 هكتار أو 20 كم2 تقريباً، وهي تتألف من مثلث متطابق الأضلاع يتموضع بين محافظتي درعا والسويداء جنوب سوريا على مسافة 50 كيلومتراً تقريباً جنوب العاصمة دمشق، ويبلغ طول كل ضلع من أضلاعه 30 كيلومتراً تقريباً. تحيط بالمنطقة نتيجة لذلك سهول خصبة من التربة البركانية الغنية بالمعادن، لكنها وعرة جداً إذ تملؤها نتؤات يتراوح ارتفاعها من 5 أمتار إلى 15 متراً، مما يجعل التجوال في المنطقة بالغ الصعوبة. تربة اللجاة طينية ثقيلة، غنية بالمعادن والحديد.
تقع اللجاة بين دائرتي عرض 36,45 و36,54 شمالاً وخطي طول 38,8 و39,3 شرقاً. تحدها من جهة الغرب بلدات وقم ودير داما والشياح، ومن الجنوب صميد ومجادل وداما، ومن الشرق متونة ولاهثة والصورة الكبيرة والصغيرة، ومن الشمال محافظة درعا. فيما يتراوح ارتفاعها عن مستوى البحر من 700 إلى 800 م. ويحد منطقة هضبة اللجاة البازلتية من جهة الشرق جبل العرب، ومن الجنوب هضبة حوران البركانية، ومن الغرب مرتفعات الجولان.

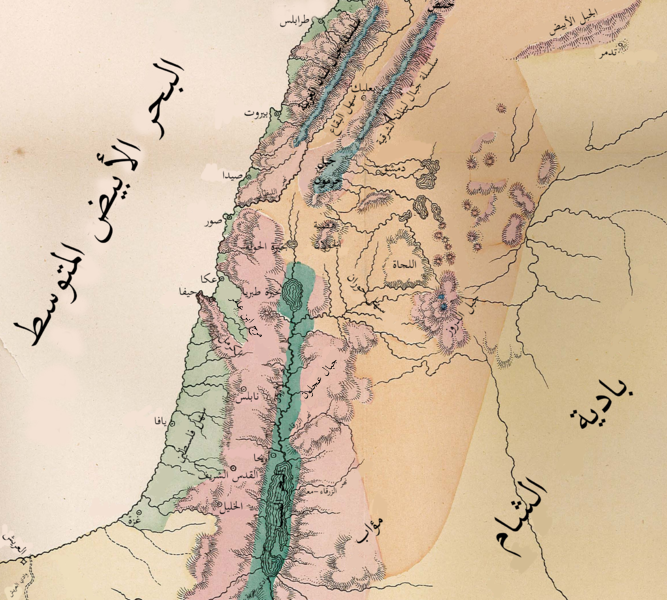
خريطة طبيعية قديمة للشام رسمت في أواخر القرن التاسع عشر، وتظهر في وسطها هضبة اللجاة.

طبيعة اللجاة عموماً هي أنها أرض بركانية صخرية شديدة الوعورة، يسمِّيها علماء الجيولوجيا الحرَّة السوداء. منحت الثورانات البركانية المتكررة طوال الـ60 مليون سنة الأخيرة المنطقة تربة بركانية غنية بالمعادن، تصلح كثيراً للزراعة والرَّعي، ولونها أسود قاتم كلون الصخور التي شكَّلتها. تتميز اللجاة بطببيعة خاصة وفريدة، فأرضها مغطاة بالصبات البازلتية وبقايا الثورانات البركانية والتشققات والتضاريس الصخرية، وهي مملوءة بالنتؤات والمنخفضات والمرتفعات والجروف الصخرية والانكسارات التي تجعل التنقل في قلبها شبه مستحيل. ومما تشتهر به اللجاة كثرة الكهوف والمغارات بها، التي تنتشر بها كلها وتملؤ كل أنحائها، ومن أشهر مغارات اللجاة مغارة الدلافة التي يبلغ عمقها الظاهرة 350 متراً، والتي عثر فيها على آثار تدل على أن البشر سكنوها في القدم. وتصطف عند نهاية اللجاة الشرقية أربعة تلال بركانية من الرمل الأسود على خط واحد بطول أكثر من كيلومتر، أولها هو تل شيحان فتل الغرارة الشمالية فتل الجمل فتل الغرارة الجنوبية، وهي تقع جميعاً إزاء مدينة شهبا وعلى مقربة شديدة منها، كل التلال الأربعة هي من الطف البركاني النقي الذي يملك قيمة اقتصادية كبيرة، عدى تل الجمل المكوَّن من صخور بركانية فقط.
يُقدَّر معدل هطول الأمطار السنوي على منطقة اللجاة بحوالي 250 إلى 350 مم على طول حدودها الغربية، ولذلك فهي تعد منطقة ذات مناخ جاف، والزراعة فيها على حدود الزراعة الجافة. وعلى الرغم من أنه لا تجري بالمنطقة أي مجارٍ مائية طبيعية، فإن بعض الجداول القادمة من جنوبها الشرقي من جهة وادي العرب تغذيها بالمياه، ومنها مثلاً وادي الذهب جنوباً ووادي اللوا شرقاً ووادي الخير غرباً. تتميَّز اللجاة بغزارة الينابيع والآبار والمستنقعات فيها، التي تكثر فيها نتيجة تقعُّرها اتجاه جبل العرب من جهة الشمال الغربي مما يجعل الكثير من المياه تنحدر إليها بفعل توسطها بين هضبة حوران البركانية وجبل العرب والجولان، وأثبتت ذلك دراسة أجراها حوض اليرموك بيَّنت أن اللجاة تشكل خزاناً طبيعياً للمياه الجوفية بين صخوره البازلتية، وهو ما يوفر الكثير من المياه للسكان المحليين. وقد كشفت المسوحات التي قام بها العلماء للمنطقة عن وجود شبكة مائية طبيعية تحت أرض اللجاة، تتألف من قنوات تحت الأرض البازلتية السطحية تجري فيها المياه والكثير من الأنهار الجارية، ونظراً إلى قلة عمق هذه المياه الجوفية فإنه من السهل الوصول إليها والحصول عليها عبر الشقوق السطحية أو انبثاق المياه. كما اكتشفت عدة ينابيع وآبار ومستنقعات في اللجاة تفيض خلال فصل الشتاء، نظراً إلى طبيعة نظام الصخور البازلتية في المنطقة.

## السكان

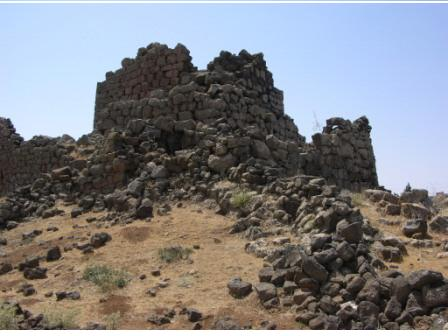
بقايا مبنى أثري في اللجاة.

بلغ عدد سكان منطقة اللجاة حسب إحصاء سنة 2008 حوالي 36,840 نسمة، وأما عدد قراها فيبلغ قرابة 24 قرية مع تفاوت الإحصاءات، كما يصل الرقم مع احتساب القرى الأثرية القديمة التي تعجُّ بها المنطقة إلى حوالي 70 قرية، أو حتى 77 قرية، لا زالت الكثير منها على حالها حتى الآن دون أن تتعرَّض إلى أي تخريب تقريباً، مثل شعارة. المهنة الأساسية التي يعيش عليها سكان وأهالي اللجاة هي الزراعة والرعي، كما كانت الحال على مرّ الأجيال، فالمنطقة تعتمد بكثر على زراعة الزيتون واللوز والتين والفستق الحلبي والكرمة والقمح والشعير والحمص والعدس وغيرها من المحاصيل المختلفة. بالإضافة إلى بعض الصناعات التقليدية كخبز التنور واستخراج زيت البطم. وكل ما اتَّجهنا نحو عمق اللجاة تزداد الأرض وعورة، فيما يقل اعتماد الأهالي على النشاط الزراعي ويكثر في المقابل النشاط الرعويّ بدلاً منه، وخصوصاً رعي الأغنام. تعد اللجاة منطقة استقرار ثانية، وهذا ما يجعل زرع المحاصيل الزراعية ممكناً في الجيوب الترابية بها، خصوصاً مع حصولها على كميات مضاعفة من مياه الأمطار التي تنحدر إليها من المناطق المجاورة. ويمكن استثمار الجيوب الترابية بزراعة نباتات مختلفة، فيما أن المناطق الصخرية مناسبة للرَّعي إذ تنمو بها نباتات رعوية وحولية.
المستوى المعيشي العامّ في اللجاة منخفض، كنتيجة طبيعية للاعتماد الأساسي على الزراعة في المنطقة، ويحاول السكان المحليون تحسين ظروفهم المعيشية برعي الماشية أملاً بزيادة دخلهم، كما يستفيدون من النباتات البرية ذات الاستخدامات الطبية والغذائية المنتشرة بكثرة باللجاة. وقد ارتفعت معدلات الهجرة من البادية إلى المدينة أو حتى إلى دول الخارج كثيراً في الآونة الأخيرة بسبب هذه الظروف الصَّعبة.

## الموارد والثروات
تتميَّز منطقة اللجاة بالكثير من المميزات التي تجعلها منطقة واعدة للاستثمار في المجال السياحيّ، فطبيعتها الصخرية المميزة وتنوُّعها البيولوجي الكبير - خصوصاً ثروتها النباتية من الأنواع النباتية الطبية الفريدة التي ما من مثيل لها في البلاد - وغناها بالمواقع الأثرية والتاريخية المهمة كلها عوامل تمنحها أهمية كبيرة، ممَّا يمكن أن يسمح باستثمارها استثماراً هائلاً في مجالي السياحة البيئية وسياحة المغامرة. كما أن المنطقة غنية بثروات ضخمة من المياه الجوفية تحت صخورها، نتيجة لتقعُّرها اتجاه جبل العرب.
تحوي منطقة اللجاة أيضاً ثروة هائلة من الصخر البازلتي، تُقدَّر بما يربو من 240 مليون كيلومتر مكعب تمتدُّ على مساحة أكثر من 8,000 دونم، ولا زال من الممكن أن تزداد باستمرار. ويمكن أن تقام استثمارات ضخمة جداً للاستفادة من هذه الثروة الطبيعية، تشمل كسارات ومجابل خرسانية وإسفلتية تستخدم الحجر البازلتي ونواتج التكسير المختلفة في الصناعة، ومنها تصنيع الأنابيب والبواري لنقل النفط والصرف الصحي للمياه. وقد طرحت محافظة درعا بقيادة المكتب التنفيذي في المحافظة عدة مشاريع من قبل لاستثمار الثروة البازلتية، وقد أقيمت بالفعل ثلاثة مشاريع بهذا الخصوص في الفترة الأخيرة، ومن الممكن لهذه المشاريع أن توفّر فرص عمل كثيرة لأبناء البلاد فضلاً عن قيمتها الاقتصادية الكبيرة.

## البيئة الطبيعية

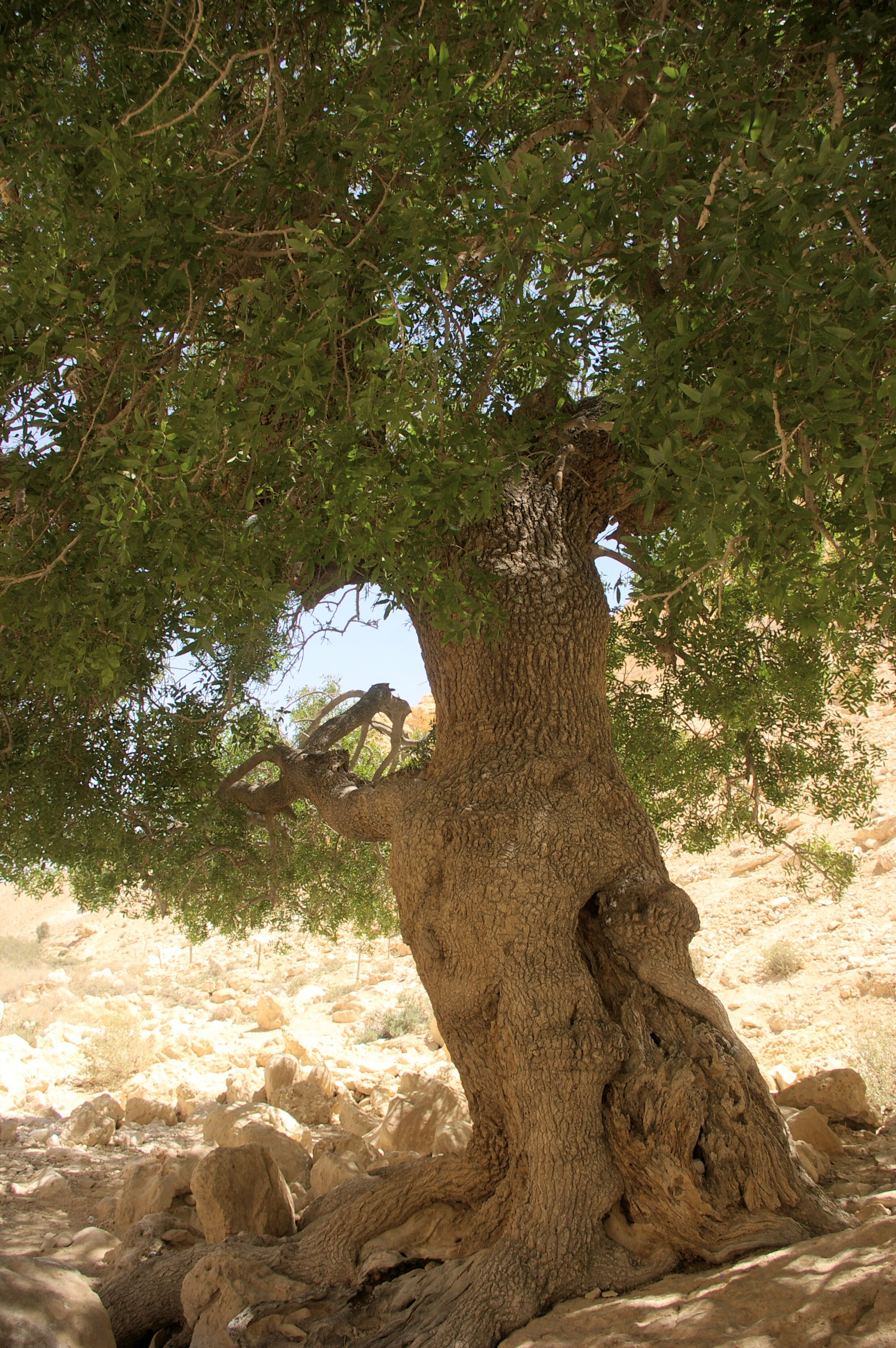
البطم الأطلسي أحد أنواع الأشجار الشائعة في اللجاة، ويستفيد منه السكان المحليون باستخراج زيته.

فضلاً عن طبيعة منطقة اللجاة الخاصة فهي تتميَّز أيضاً بالتنوع الكبير لأشكال الحياة البرية فيها، حيث تقطنها أعداد كبيرة ومتنوعة من الحيوانات والنباتات على حد سواء، كما توجد بها ثروة كبيرة من المياه الجوفية تحت صخورها البازلتية. وقد كانت اللجاة يوماً منطقة تغطيها غابات خضراء كثيفة من البطم واللوز البري، ومع أن أغلب الدلائل على هذا الغطاء تشير إلى أعشاب وشجيرات قصيرة فهناك بعض الدلائل على وجود أشجار كبيرة خلال تلك الحقبة، غير أن أسباباً عدة أبرزها كثرة القطع والتحطيب والرعي في المنطقة تسبَّبت باختفاء معظم هذا الغطاء النباتي في أيام العهد العثماني، ولذلك لم تبقى بها الآن سوى أنواع محدودة من النباتات والأشجار التي تمكَّنت من التأقلم مع الظروف الصعبة في المنطقة وطبيعتها الصخرية، وقد أصبح الغطاء النباتي اليوم محدوداً وصغيراً في المنطقة. وعلى الرغم من ذلك لا زالت المحمية غنية بالكثير من الأشجار الحراجية التي استطاعت التأقلم مع طبيعتها، والأشجار الكبيرة التي تمكَّنت غرس جذورها في الصخور القاسية.
تقوم «دئرة التنوع في مديرية الموارد الطبعيية بالسويداء» بتوثيق أنواع الكائنات الحية في المنطقة باستمرار، ضمن مشروع خطة التنوع الحيوي لدائرة الحراج.
المناخ السَّائد في اللجاة هو المناخ المتوسطي شبه الجافّ، حيث يكون الجو حاراً جافاً خالياً من الأمطار والغيوم في فصل الصيف، فيما تنخفض درجات الحرارة في الشتاء وتهطل الأمطار، وأما الربيع والخريف فهُما قصيران، وتهبُّ فيهما أحياناً رياح حارة أو تهطل بعض الأمطار. تبلغ درجة الحرارة الصُّغرى بالمنطقة 5 درجات مئوية، والكبرى 35 درجة، فيما تتراوح معدَّلات هطول الأمطار من 150 إلى 200 مم سنوياً. تبلغ أدنى درجات الرطوبة النسبية في النهار 40%، وهي أيضاً أعظم درجاتها في الليل. تهبُّ رياح غربية وشرقية إلى شمالية خلال فصل الشتاء، وغربية في الصيف، وتبلغ سرعتها 3 إلى 8 أمتار في الثانية. تزخر المنطقة بالآبار خصوصاً الارتوازية منها بالإضافة إلى البرك[ ؟ ]، ويعتمد السكان عليها كمصادر المياه الأساسية، لكنها تخلو تماماً من الينابيع.

### الحيوانات
وثَّقت دائرة التنوع في مديرية الموارد الطبيعية بالسوداء 42 نوعاً من الطيور باللجاة، بالتعاون مع اللجنة الملكية البريطانية. ومن أنواع الطيور التي تقطن المنطقة (يضمُّ العمود الثاني بعض أنواع الطيور المستوطنة، والثاني الطيور المهاجرة):
| - العصفور الدوري المألوف. - الحسون الأوراسي. - الحجل الشقَّار. - الفري. - أبو عباءة. - الجعيطي. - الباشق الشمالي. - البوم. - أبو الفار. | - البلاقي. - أبو لحن. - السمانى المألوفة. - المطواق. - الوروار الأوروبي. - الزرعي. - عدد من أنواع البط. - عدد من أنواع اللقلق. - سنونوة الحظائر. - الترغل. |

وفي اللجاة الكثير من أنواع الحيوانات الأخرى، ففيها من الثدييات: الضبع المخطط والذئب الرمادي وابن آوى الذهبي والغرير الأوراسي والسنجاب القوقازي والنمس المصري والأرانب البرية والقنفذ والنيص المتوَّج الهندي والكلاب الوحشية والفئران والقطط البرية. كما فيها من الزواحف الأفاعي والضب والسلاحف، فضلاً عن الكثير من أنواع الحشرات والعقارب.

### النباتات
يستفيد السكان المحليون من النباتات المتنوّعة في المنطقة لاستخدامها في الصناعات الطبية الدوائية وبعض الصناعات المحلية، فهم يستفيدون مثلاً زيت البطم الأطلسي في التداوي والتغذية. القليل من نباتات المنطقة مستقدمة إليها من قبل الناس، ومنها أشجار زرعها السكان المحليون في الكثير من الشقوق الصَّغيرة بالشقوق الصغيرة مثل التين والرمان والزيتون. وقد أعلنت «مديرية شئون البيئة بالسويداء» في أواخر سنة 2011 عن أنها تعمل على إعداد أطلس شامل يضمُّ كافة أنواع النباتات في محمية اللجاة، مع تصنيفها ومناطق انتشارها الجغرافي في المحمية، وقد قال أميمة الشعار رئيس دائرة الموارد الطبيعية بالسويداء أنه يُنوَى إكمال العمل على الأطلس قبل نهاية السنة. وتوجد في محمية اللجاة العديد من النباتات الطبية النادرة، وتعد بعضاً من أنقى وأكثر النبتات الطبية نفعاً بالعالم وفقاً لدراسات عديدة وتستخدم في علاجات الطب البديل وصناعة الكثير من الأدوية.
وفيما يلي بعض النباتات الموجودة في المنطقة، علماً أن جميعها موثقة لدى «دائرة التنوع في مديرية الموارد الطبيعية بالسويداء» (ومنها الأشجار الكبيرة التي تغرس جذورها بين الصخور كالتي في العمود الأول، والعشبية الحولية كالتي في العمود الثاني، والطبية والرعوية كالتي في العمود الثالث):
| - البطم الأطلسي. - اللوز البري. - الزيتون الروماني. - التين. - السويد. - الوزال. - الزعرور. - الإجاص البري. | - الخرنيبة. - العاقول. - القطرب. - النفل النجمي. - النفلالبنفسجي. - الخرشوف. - السنانيرة. - العكوب. - ذنب الفرس. - كيس الراعي. | - البابونج. - الزعتر[ ؟ ] البري. - القرصعنة. - الهندباء. - اللوف. - شقائق النعمان. - الشنان. - القيصوم. - الشيح. - القشع. | - سلبين مريمي. - ذنب الفر. - الخشخاش السوري. - شوك الفار. - العتور. - لسان الحمل الأبيض. - الإصبعية المتكتلة. - الفيتكس. - المرار. - الخطمية البيضاء. - الخطمية الوردية. - عصا الراعي الصفراء. - الشعير البصلي. - الحرمل. - رجل الحمامة. - الشبرق. | - الجزر البري. - الغبيرة. - القبار. - عيون القطة. - اللبلاب البنفسجي. - لبلاب الحقول. - الأسل المدبب. - صحون اللبن. - الخردل الأسود. - قثاء الحمار. - الخويخة. - سوسن البادية. - الحمحم. - السنيسلة. - الشلوي. - الخرفيش الكبير. - القتاد الشوكي. |

## الحماية
صدر القرار الوزاريّ رقم 144/ت في 31 مايو سنة 2006 لإعلان منطقة اللجاة محمية بيئية حراجية للمرَّة الأولى، بهدف إنقاذ المنطقة من حالها الآخذة في التدهور وحماية أشكال الحياة البرية المتنوّعة بها، صادراً عن وزير الزراعة والإصلاح الزراعي في سوريا. كانت أبرز الأهداف الموضوعة للقرار هي وقف تدهور النظام البيئي وعناصره المكونة، وإعادة الحياة البرية إلى سابق عهدها، والحفاظ على المناظر الطبيعية بالمنطقة. وحدّدت مساحة المحمية آنذاك بحوالي 2,000 هكتار، على أن تُقسَّم إلى ثلاث مناطق محميَّة، هي منطقة النواة (يُحَافظ فيها على المظاهر الطبيعية والثقافية والعلمية والسياحية والجمالية) ومنطقة الوقاية (لا تجوز ممارسة أي أنشطة فيها من شأنها التأثير في بيئة المنطقة المركزية للمحمية أو الإخلال بالظواهر الطبيعية إلاّ بتصريح من الجهة الإدارية المختصة بالمحمية) والمنطقة التشاركية (يُسمَح فيها بممارسة النشاطات الإنسانية العادية)، ومساحاتها تبلغ بالهكتار: 2,031 لمنطقة النواة، و1,752 لمنطقة الوقاية، و8,255 للمنطقة التشاركية. لكن القرار لم يتعدَّى كونه حبراً على ورق دون تنفيذ عمليّ حتى شهر أغسطس من سنة 2008، عندما سعى «أكرم درويش» للحصول على دعم دوليّ للمحميَّة من منظمة اليونسكو، وعندها شكَّلت وزارة البيئة السورية لجنة في 21 أغسطس مهمُّتها جمع المعلومات التي يحتاجها الخبراء الدوليون من اليونسكو عن اللجاة ومحيطها للحكم عليها وعلى مدى أهميَّتها كمحمية طبيعية. وتطلَّب العمل على إعداد التقرير النهائي الذي سيُسلَّم إلى المنظمة نصف سنة كاملة.
وأخيراً وبعد أكثر من ستة أشهر من العمل، نتجَ العمل على التقرير عن اختيار المنظمة العالمية للتربية والثقافة والعلوم اليونسكو لمحمية اللجاة كأوَّل محمية إنسان ومحيط حيوي في سوريا، وذلك في خلال اجتماعها رقم 21 بكوريا الجنوبية بين الـ25 و30 من مايو سنة 2009، ومن بين 26 محمية كانت قد رشَّحتها البلاد لتختار لهذا المنصب. وقد تألَّفت اللجنة الدولية التي قبلت ترشيح محمية اللجاة مؤلفة من 11 خبيراً من أنحاء العالم، ينتمون إلى دول روسيا وكوستاريكا وغانا وبريطانيا وأستراليا وسلوفاكيا والسودان وأمريكا[ ؟ ] وجامايكا ولبنان، التي اتَّخذت القرار بالإجماع. وجاءت اللجاة لتكون واحدة من بين 22 محمية أخرى في 17 بلداً أعلنت محميات إنسان ومحيط حيويّ في شهر مايو سنة 2009، وكانت أول محمية طبيعية من بين 32 محمية أخرى في سوريا تعتمدها اليونسكو كمحمية محيط حيوي.

## قائمة القرى
| - جدل - حامر. - صور[ ؟ ]. - عاسم. - خربا. - إزرع. - بريكة. - عرى. - المسمية. - الشرائع. - خبب. - كريم[ ؟ ]. - ايب. - شهبا. | - عريقة. - أم الزيتون. - مجادل. - ذكير. - خلخلة. - المتونة. - أم حارتين[ ؟ ]. - الصورى الصغرى. - الصورى الكبرى. - المقرن الغربي. - السجن. - شعارة. - اللواء. - بصر الحرير. |

## أعلام
من مشاهير أعلام اللجاة وقراها قديماً وحديثاً:
- ابن كثير.
- الضحاك بن أحمد البصيري.
- فائز الغصين.

## كتب وروابط خارجية
- كتاب جبل العرب للباحث «أمين البعيني».
- كتاب هذه قلعتنا وهذه لجاتنا، للباحث «سالم حماد».
- كتاب شهبا مدينة الحضارة، للباحث «جمال أبو جهاه».
- - 59k اللجاة - موقع السويداء.